# Marian Krzaklewski
Marian Krzaklewski (Kolbuszowa, 23 agosto 1950) è un politico polacco.
Membro di Solidarność fin dagli anni ottanta, è stato uno dei più influenti uomini politici della Polonia verso la fine degli anni novanta, quando fondò e guidò la coalizione politica di centrodestra Azione Elettorale Solidarność (Akcja Wyborcza Solidarność).

## Biografia
Conseguiti gli studi universitari al Politecnico della Slesia, nel 1980 entrò a far parte di Solidarność, sindacato polacco anticomunista, per il quale fu attivo nella regione della Slesia. Nel 1991 prese il posto di Lech Wałęsa (all'epoca eletto Presidente della Polonia) alla guida di Solidarność. Nel 1996, in opposizione sia al governo di Wałęsa sia al partito di centrosinistra Alleanza della Sinistra Democratica (Sojusz Lewicy Demokratycznej), fu tra i fondatori di Azione Elettorale Solidarność (che riuniva in sé molti partiti di centrodestra), con cui vinse le elezioni parlamentari del 1997. Krzaklewski, eletto nel Sejm (la Camera dei deputati del Parlamento polacco), fu anche in lizza per il posto di Primo ministro della Polonia, poi assegnato a Jerzy Buzek.
Per via del declino di consensi della coalizione, di conflitti politici e di casi di corruzione, contestò le elezioni presidenziali del 2000, vinte da Aleksander Kwaśniewski, in cui ottenne solo il 15.6% dei voti. Successivamente subì un'altra pesante sconfitta nelle elezioni parlamentari del 2001. Krzaklewski rassegnò le dimissioni da leader di Azione Elettorale Solidarność nel 2001 e da leader di Solidarność nel 2002, in cui fu sostituito da Janusz Śniadek. Attualmente è membro della commissione nazionale di Solidarność.